# Dowód anegdotyczny
Dowód anegdotyczny – dowód oparty na obserwacjach osobistych lub pozyskany od osoby trzeciej, charakteryzujący się błędami logicznymi w procesie wnioskowania, który nie jest poparty szeroką analizą ani udokumentowany naukowo i zazwyczaj może zostać obalony danymi statystycznymi. 
Bezkrytyczna wiara w dowody anegdotyczne może być potencjalnie niebezpieczna, jeśli dotyczy negowania ogólnie przyjętych zasad współżycia społecznego, przepisów prawa, sprawdzonych praktyk medycznych lub gdy dowody anegdotyczne są cenione bardziej od opinii specjalistów.

## Zastosowanie terminu
Wyrażenie dowód anegdotyczny może zostać użyte do opisania dwóch przypadków:
1. dowód w formie anegdoty lub pogłoski jest nazywany „anegdotycznym", gdy istnieje wątpliwość co do jego prawdziwości, a sam dowód nie jest godny zaufania;
2. dowód, który sam w sobie może być prawdziwy i weryfikowalny, jednak został użyty do konkluzji, która z niego nie wynika, zazwyczaj przez dokonanie generalizacji na podstawie niewystarczającej ilości danych. Na przykład: „mówią, że palenie szkodzi, a mój dziadek palił i zmarł zdrowy w wypadku samochodowym w wieku 99 lat”. Dane wyjściowe (zdrowie i wiek dziadka) mogą być prawdziwe, ale nie dają podstaw do wyciągnięcia ogólnego wniosku o nieszkodliwości palenia.

Dowód może być anegdotyczny w rozumieniu obu powyższych definicji. Na przykład: „jogurt z koziego mleka przedłuża życie. Słyszałem, że pewien człowiek z górskiej wioski, który żywił się tylko jogurtem, żył 120 lat”. W tym przypadku dowód pochodzi z plotki i opiera się na generalizacji. 

## Błędy logiczne
Dowody anegdotyczne wyróżniają się następującymi błędami w procesie wnioskowania: 
- Pominięcie faktu, że historia jednej osoby stanowi niewystarczającą próbę badawczą, a jeśli historia została zmyślona próba badawcza wynosi zero[7].
- Założenie, że jedno zdarzenie powoduje drugie, tylko dlatego, że dwa zdarzenia wystąpiły razem[1].
- Formułowanie zasady ogólnej na podstawie doświadczeń jednego człowieka[1].

Ponadto w dowodach anegdotycznych może występować błąd odwróconej akcydentalizacji. 
Nadużywanie dowodu anegdotycznego jest rodzajem błędu logiczno-językowego i bywa potocznie określane jako błąd „osoba, która” („znam osobę, która...”; „znam przypadek, gdzie...”). 

## Różnica między dowodem anegdotycznym i naukowym
Perspektywa naukowa opisuje ogólne prawidłowości, gruntownie przebadane i obiektywnie udokumentowane, zaś dowody anegdotyczne dotyczą jednej osoby (lub żadnej, o ile historia została zmyślona). Dlatego termin często jest używany w kontraście do dowodów naukowych, na których oparta jest między innymi medycyna akademicka. Niektóre dowody anegdotyczne nie kwalifikują się jako naukowe, gdyż sama ich natura uniemożliwia badanie z użyciem metody naukowej. Dowód anegdotyczny niekoniecznie reprezentuje typowy przypadek; statystyka może dokładniej określić, jak typowe jest dane zjawisko. 
Dowody anegdotyczne są obarczone takimi błędami jak: subiektywna pamięć świadka, jego wiarygodność i percepcja, brak udokumentowania ani przeprowadzenia ponownych doświadczeń w kontrolowanym środowisku.
Psychologowie stwierdzili, że ludzie są bardziej skłonni do zapamiętywania przypadków wyjątkowych niż typowych.

W przypadku dowodów anegdotycznych badanie ich wiarygodności za pośrednictwem obiektywnej niezależnej analizy może być kłopotliwe i wątpliwe. Jest to konsekwencją swobodnego, nieformalnego podejścia do zbierania, dokumentowana i/lub prezentowania informacji. Termin ten jest często używany na określenie informacji, która nie jest udokumentowana. To powoduje, że weryfikacja danych jest zależna wyłącznie od wiarygodności strony przedstawiającej dowód anegdotyczny.